# Alojzij Juvan
Alojzij Juvan, slovenski pravnik in politik, * 13. junij 1886, Vače, † 19. april 1960, Maribor.
Alojzij Juvan je bil mariborski odvetnik in politik Slovenske ljudske stranke. Mariborski župan je bil v letih 1928-1931 in 1935-1941, kar je najdlje med svetovnima vojnama.

## Mladost
Alojzij Juvan se je rodil 13. junija 1886 na Vačah pri Litiji kot šesti otrok od desetih v kmečki družini Antona Juvana in njegove žene Katarine. S pomočjo štipendije iz Ravnikarjevega sklada se je vpisal na II. državno gimnazijo v Ljubljani, kjer je julija 1905 maturiral. Po maturi je s pomočjo Ravnikarjeve štipendije na Pravni in državoznanski fakulteti Univerze na Dunaju začel študij prava in ga nato nadaljeval na Pravni fakulteti Univerze v Gradcu. V zimskem semestru 1908/09 in v letnem semestru 1909 je bil spet imatrikuliran na Dunaju, v zimskem semestru 1909/10 in v letnem semestru 1910 pa je ponovno študiral na Pravni fakulteti v Gradcu in si tu 28. oktobra 1910 pridobil absolutorij, v letih 1912-1914 pa opravil še rigoroze. Promoviral je 4. julija 1914.
V dijaških letih je na gimnaziji v Ljubljani vodil dijaški pevski zbor, in tudi v času študija je bil naprej dejaven kot pevec in zborovodja. V okviru graškega slovenskega katoliškega izobraževalnega društva Kres je vodil mešani pevski zbor. Kot študent je bil tudi aktiven član slovenskih katoliških akademskih društev Zarje v Gradcu in Danice na Dunaju. Dejaven je bil tudi v Orlu. Že v študentskih letih je bil politično dejaven v slovenskih akademskih društvih. Januarja 1910 pa je z več drugimi člani akademskih društev Zarje in Danice sodeloval pri volilni agitaciji za slovensko stranko na občinskih volitvah v Šentilju v Slovenskih goricah.
Med opravljanjem rigorozov je bil že odvetniški pripravnik v odvetniški pisarni Ivana Vencajza v Ljubljani, po njegovi smrti 1913 pa je prišel kot odvetniški pripravnik v pisarno Josipa Leskovarja v Mariboru. S svojo spretnostjo v sodni dvorani je kmalu opozoril nase.

## Prva svetovna vojna
Ob izbruhu prve svetovne vojne sta bila tako Leskovar kot njegov odvetniški pripravnik Juvan napotena na balkansko bojišče, na fronto proti Črni gori. Jeseni 1914 je Juvan na fronti napredoval v poročnika 4. bosansko-hercegovskega pešpolka, spomladi 1915 pa je bil odlikovan z bronasto hrabrostno svetinjo. Po odprtju soške fronte so tja premestili tudi Juvanovo vojaško enoto. Avgusta 1916 je Juvan tam napredoval v nadporočnika v rezervi. Pozneje je padel v italijansko vojno ujetništvo, kjer je dočakal konec vojne. Iz vojnega ujetništva se je vrnil spomladi 1919.
Kar zadeva vojaški čin, je Juvan maja 1928 napredoval še v rezervnega pehotnega kapetana 1. razreda.

## Odvetništvo
Po vrnitvi iz vojnega ujetništva se je Juvan za stalno naselil v Mariboru in tu nadaljeval z odvetniškim pripravništvom v pisarni Josipa Leskovarja. Po opravljenem odvetniškem izpitu je 1. julija 1920 odprl lastno odvetniško pisarno na takratni Aleksandrovi cesti. Bil je uspešen odvetnik. Ob odvetniškem zastopanju fizičnih oseb je deloval tudi kot pravni svetovalec mariborske mestne občine in kot pravni zastopnik številnih mariborskih tovarn ter mariborske Mestne hranilnice. Bil je pravni zastopnik mariborskih tekstilnih tovarn Jugotekstil, Mariborska tekstilna tvornica, Doctor in drug, Thoma, Jugosvila in Rosner ter železarne na Muti. Tudi kot župan je še naprej vodil svojo odvetniško pisarno in vanjo sprejemal pripravnike. Njegov prvi pripravnik je bil od leta 1928 Marijan Stupica, od leta 1932 Stojan Pretnar, nato Lojze Peric, ki je pozneje postal javni tožilec v Ljubljani.
Od marca do decembra 1920 je bil predsednik stanovanjskega urada (tudi: stanovanjska komisija) v Mariboru. (Stanovanjski urad so ustanovili z namenom, da bi organizirano posredovali razpoložljive stanovanjske kapacitete v mestu in tako blažili perečo stanovanjsko stisko po prvi svetovni vojni.)
Med svetovnima vojnama je bil v upravnih odborih in nadzornih svetih številnih denarnih zavodov, tovarn in zadrug. Bil je član upravnega odbora Tovarne ogledal in brušenega stekla Kristal, član načelništva Spodnještajerske ljudske posojilnice, član odbora Zveze jugoslovanskih hranilnic. Od 24. januarja 1929 do 25. februarja 1937 je bil namestnik podružničnega dirigenta mariborske podružnice Zadružne gospodarske banke. Bil je član načelništva Stavbne zadruge Lastni dom v Mariboru, član upravnega odbora Stavbne zadruge Stadion, član nadzornega sveta Vzajemne zavarovalnice v Ljubljani, član upravnega sveta železarne Greinitz na Muti. Bil je član načelništva zadruge Mariborski teden, ki je bila ustanovljena leta 1932. Bil je član upravnega odbora Spodnještajerske ljudske posojilnice v Mariboru in več mandatov tudi član upravnega odbora Mestne hranilnice v Mariboru.
26. junija 1922 se je v Sv. Petru pod Sv. gorami (danes je to Bistrica ob Sotli) poročil z Angelo Jug, ki je izhajala iz tamkajšnje trgovske družine. V zakonu sta se jima rodili dve hčeri. Od leta 1924 so Juvanovi živeli v hiši v Strossmayerjevi ulici. Maja 1929 je Juvan kupil stavbno parcelo v Vrtni ulici (danes je to Gregorčičeva ulica) in tam zgradil novo vilo, ki jo je projektiral arhitekt Max Czeike. Vanjo se je vselil leta 1930. Juvan se je med svetovnima vojnama povzpel med premožnejše Mariborčane. Postal je lastnik dveh trinadstropnih hiš v Mariboru (ena v takratni Vrazovi ulici, druga v Maistrovi ulici), kjer je oddajal stanovanja. Med drugim je imel v lasti tudi stanovanje v Ljubljani in hišo v Sarajevu.
Juvan je bil dejaven v številnih društvih in drugih organizacijah. Med drugim je bil predsednik mariborske podružnice Slovenskega katoliškega akademskega starešinstva (SKAS). Na občnih zborih Prosvetne zveze v Mariboru je bil večkrat izvoljen v njeno razsodišče. 6. marca 1929 je bil na ustanovnem občnem zboru mariborske podružnice Slovenske straže izvoljen tudi v njeno razsodišče. 22. januarja 1935 je bil izvoljen še v razsodišče mariborskega športnega kluba Maraton, ki je bil ustanovljen 20. januarja 1931. 21. februarja 1937 je postal tudi odbornik mariborskega Aerokluba. 6. avgusta 1938 pa je bil na ustanovnem občnem zboru mariborske sekcije Društva za ceste v Ljubljani izvoljen za enega od obeh podpredsednikov njenega odbora. (Glavna naloga novoustanovljene mariborske sekcije Društva za ceste v Ljubljani je bila skrb za sodobno obnovo in gradnjo cestnega omrežja v svojem delu Dravske banovine.)
Na pevskem področju je bil dejaven tudi po prvi svetovni vojni in je bil med začetniki Glasbene matice v Mariboru. Bil je tudi predsednik Slovenskega pevskega društva Maribor, in sicer ves čas njegovega obstoja (1925-1941). Mešani pevski zbor tega pevskega društva si je že zgodaj zastavil ambiciozen program.
Juvan je bil član številnih dobrodelnih društev in organizacij. Med drugim je bil odbornik mariborske krajevne kot tudi okrajne organizacije Rdečega križa, častni član mariborskega Prostovoljnega rešilnega društva ter v vodstvu humanitarnega društva Marijanišče in Podpornega društva za revne učence. Poleg tega je bil tudi član Rotary kluba Maribor, ki je bil kot prvi Rotary klub v Sloveniji ustanovljen že 15. novembra 1930. V mandatnem obdobju 1939/40 je bil Juvan v nadzornem odboru mariborskega Rotary kluba.
Juvan je za svoje delo v Kraljevini Jugoslaviji prejel več državnih odlikovanj: leta 1929 je bil odlikovan z redom belega orla V. stopnje, leta 1930 z redom jugoslovanske krone IV. stopnje, leta 1940 pa z redom sv. Save III. stopnje.
Politično je ves čas pripadal Koroščevemu političnemu taboru. Po prvi svetovni vojni je bil politično dejaven kot govornik na javnih političnih shodih Slovenske kmetske zveze oz. Slovenske ljudske stranke. Pozneje je tudi vodil politične shode SLS, postal predsednik mariborske mestne organizacije SLS in sodeloval na sestankih vodstva SLS. Leta 1921 je prvič nastopil na mariborskih občinskih volitvah, vendar ni bil izvoljen v občinski svet. SLS je na teh občinskih volitvah prejela le sedem mandatov, župan pa je postal socialdemokrat Viktor Grčar. Na naslednjih občinskih volitvah 21. septembra 1924 je bil Juvan prvič izvoljen v mariborski občinski svet, župan pa je postal Josip Leskovar. Volilno pravico ob volitvah župana so takrat imeli novoizvoljeni občinski svetniki, ki so novega župana izvolili iz svoje sredine. Kot občinski svetnik je Juvan postal član dveh stalnih odsekov in t. i. disciplinskega odseka ter mestni svetnik. (Občinskemu uradu kot izvršilnemu organu mestne občine so namreč do sprejetja Zakona o mestnih občinah leta 1934 ob županu načelovali še štirje mestni svetniki.) 20. septembra 1925 je bil izvoljen v izvršilni odbor SLS za mariborsko volilno okrožje. Na mariborskih občinskih volitvah 18. decembra 1927 je bil ponovno izvoljen za občinskega svetnika na kandidatni listi SLS. Na teh občinskih volitvah je SLS ponovno prejela največ mandatov in je za svojega županskega kandidata postavila Juvana. 14. januarja 1928 je bil Juvan izvoljen za novega mariborskega župana, 6. februarja pa je svečano zaprisegel.
Tudi v drugi polovici tridesetih let je Juvan nastopal kot govornik na shodih slovenskega dela Jugoslovanske radikalne zajednice. Ko je bila oktobra 1935 oblikovana mariborska mestna organizacija JRZ, so za njenega predsednika izvolili Franja Žebota, Juvan pa je postal član njenega odbora.

## Županovanje

### Prvi županski mandat
Konec dvajsetih let 20. stoletja je Maribor zaznamovala huda stanovanjska stiska zaradi priseljevanja podeželskega prebivalstva v mesto. Mestna občina se je zato odločila zgraditi novo delavsko kolonijo v Magdalenskem predmestju, in sicer za delavce, ki so bili člani
OUZD (Okrožni urad za zavarovanje delavcev). Po načrtih arhitekta Ivana Vurnika so v letu 1928 zgradili 147 vrstnih hiš, ki so danes znane kot Mestna oz. Vurnikova delavska kolonija in predstavljajo primer uspešne socialne gradnje na Slovenskem med svetovnima vojnama. Ob tem je občina pospešeno gradila tudi zasilna stanovanja (v prostorih bivše dragonske vojašnice v Jezdarski ulici, v bivši Dravski vojašnici na Vojašniškem trgu, v barakah pri Kasarni vojvode Mišića, v Jadranski ulici in v Kraljeviča Marka ulici).
Maribor je kot obmejno jugoslovansko mesto, skozi katero je šla najpomembnejša državna železniška proga na sever, nujno potreboval novo carinarnico. Mestna občina jo je sklenila zgraditi že leta 1928. Ker pa so pogajanja s pristojnimi državnimi ustanovami le počasi napredovala, jo je začela graditi šele v drugi polovici tridesetih let. Leta 1928 je sklenila zgraditi tudi novo carinsko pošto na Aleksandrovi cesti; začeli so jo graditi jeseni 1931 in jo dogradili 1934.
Leta 1928 je mestna občina kanalizirala Meljsko predmestje, ob čemer je dokončno regulirala Počehovski potok, ki je do takrat pogosto poplavljal.
Načelni sklep o gradnji novega mariborskega letnega kopališča je bil sprejet že leta 1927 pod županom Leskovarjem, pod županom Juvanom pa je padla odločitev, da se bo ta zgradil na takratnem Felberjevem otoku. Mestna občina je kupila otok 6. aprila 1928. Za nakup otoka so se odločili tudi zaradi potreb v zvezi z načrtovano gradnjo nove hidroelektrarne v neposredni bližini. 20. maja 1929 so se začela gradbena dela na otoku, 15. junija 1930 pa je župan Juvan slovesno odprl novo letno kopališče na Mariborskem otoku, ki je veljalo za najlepše v državi.
2. avgusta 1928 je mestni občinski svet načelno podprl pobudo mariborskega Aerokluba, da naj se na Teznem zgradi mariborsko letališče za mednarodni promet. Mestna občina je sklenila finančno podpreti državo pri njegovi gradnji. Letališče naj bi bilo zgrajeno na takratnem tezenskem vojaškem vadišču, toda vojaške oblasti so potem z odobritvijo zamenjave tezenskega vojaškega vadišča z drugim zemljiščem odlašale tako dolgo, da so zapadli že odobreni krediti. Pravo letališče za mednarodni promet je Maribor nato dobil šele leta 1976, in sicer v bližnji Orehovi vasi.
V čas Juvanovega prvega županskega mandata spadajo tudi zgodnji načrti za gradnjo pohorske vzpenjače. V njej so Mariborčani videli možnost za razvoj turizma (podobno kot v primeru letnega kopališča na Mariborskem otoku), na katerega so še toliko bolj stavili, potem ko je mesto prenehalo biti upravni sedež oblasti. Predlog za gradnjo pohorske vzpenjače je dosegel mestno občino že v času župana Leskovarja, toda mestna občina takrat tega projekta ni bila pripravljena sofinancirati. Načrtovani stroški za njeno gradnjo pa so se z leti znižali. 8. julija 1929 je potem pripravljalni odbor za zgraditev žične železnice pod predsedstvom Antona Birgmayerja ml. sprejel sklep o gradnji žične železnice. (V takratni razpravi o vzpenjači je bilo namreč govora o žični železnici in ne o žičnici z gondolami, kot obstaja danes.) Župan Juvan je bil najprej član tega pripravljalnega odbora, nato pa je postal tudi njegov predsednik. 28. novembra 1929 je bil ustanovni občni zbor zadruge Pohorska vzpenjača, njen predsednik pa je postal Juvan. Zadruga si je resno prizadevala za gradnjo vzpenjače ter je v ta namen tudi zbirala finančna sredstva. Ker je zaradi napredujoče svetovne gospodarske krize v letu 1930 zasebni kapital prišel v zadrego, se je delo na vzpenjači upočasnilo, leta 1931 pa se je spet intenziviralo: za gradnjo vzpenjače so izbrali münchensko podjetje Fühles & Schulze; do jeseni 1931 so bila že skoraj v celoti zagotovljena finančna sredstva za pokritje stroškov gradnje v višini ok. 5,2 milijona din; oktobra 1931 pa je prosvetno ministrstvo izdalo predkoncesijo za trasiranje in pripravljanje tehničnih del za žično železnico od Peker do cerkve sv. Bolfenka na Pohorju. Toda konec novembra 1931 je Juvana na županskem položaju nasledil Franjo Lipold, ki je dvomil v rentabilnost načrtovane vzpenjače, hkrati pa se je takrat v Jugoslaviji tudi poglabljala huda gospodarska kriza. Zato je takrat projekt Pohorske vzpenjače zastal in je bil potem realiziran šele po drugi svetovni vojni.
21. novembra 1929 je občinski svet sprejel ponudbo Borze dela v Ljubljani, ki je mariborski občini ponudila brezobrestno posojilo za gradnjo moškega delavskega azila. Leta 1935 se je potem Borza dela vselila v svojo novo zgradbo v Gregorčičevi ulici, v kateri so uredili tudi delavski azil.
Mestna občina je zaradi naraščanja števila prebivalcev in šolanja otrok iz okoliških občin na mariborskih meščanskih šolah nujno potrebovala novo meščansko šolo v Magdalenskem predmestju. Obstajala je tudi potreba po gradnji nove dekliške osnovne šole za Magdalensko predmestje. Vprašanje financiranja gradnje novega šolskega poslopja za ti dve šoli pa je ostalo nerešeno, dokler se ni mariborska Mestna hranilnica pod vodstvom Antona Jerovška septembra 1931 odločila proslaviti bližnjo 70-letnico svojega obstoja tako, da za gradnjo novega šolskega poslopja daruje mestni občini štiri milijone din. Začele so se priprave na gradnjo, toda po zamenjavi župana Juvana konec novembra 1931 je projekt zastal in pozneje ponovno oživel šele jeseni 1934, vendar takrat obljubljeni denar Mestne hranilnice ni bil več na razpolago. Novo šolsko poslopje v Žolgarjevi ulici so potem slovesno odprli 1. decembra 1936.
Leta 1928 je mestna občina naročila preureditev nekdanje Langerjeve vile v Ljudskem vrtu za potrebe mladinskega doma. Projekt je izpeljal Max Czeike. 6. oktobra 1929 je nato župan Juvan slovesno odprl novi mestni mladinski dom, ki je bil prvi svoje vrste v državi.
15. oktobra 1931 so v mariborski občini v šolah in otroških vrtcih začeli tudi zastonj deliti vsakodnevne dopoldanske tople mlečne malice.
Leta 1930 je mestna občina prodala opuščeno rojstno hišo admirala Tegetthoffa v Slovenski ulici Oblastni hranilnici Mariborske oblasti, ki je na tem mestu v letih 1931 in 1932 (medtem so jo preimenovali v Hranilnico dravske banovine, Maribor) po načrtih Černigoja in Deva zgradila svojo novo palačo.
Da bi ublažil stisko socialno najšibkejših v mestu, se je župan Juvan večkrat tudi preko časopisov obrnil na someščane s prošnjo za pomoč (npr. sredi hude zime februarja 1929). Ko pa so se v Kraljevini Jugoslaviji pokazale posledice napredujoče svetovne gospodarske krize, je tudi v Mariboru nastopila potreba po obsežnejši in dolgotrajnejši pomoči socialno najšibkejšim. V ta namen so 13. oktobra 1931 na sestanku zastopnikov dobrodelnih društev, mestnih ustanov in Cerkve, ki mu je predsedoval župan Juvan, ustanovili Pomožno akcijo za siromašne sloje mesta Maribora. V okviru te t. i. Pomožne akcije se je mestna občina obrnila na meščane Maribora s prošnjo za prostovoljne prispevke za ublažitev socialne stiske revnih slojev v mestu. Sredstva za Pomožno akcijo so se zbirala tudi z dobrodelnimi prireditvami. Poleg denarja se je zbirala tudi rabljena obleka in obutev. Večje tovarne in delavci pa so se takrat prostovoljno zavezali, da bodo za brezposelne prispevali mestni Pomožni akciji določen znesek. Na sestanku so sklenili, da bo socialni urad mestne občine vodil evidenco tistih, ki so potrebni podpore, in da se podpora ne bo delila v denarju, ampak v nakaznicah za živila in druge življenjske potrebščine. Ker so domnevali, da gospodarska kriza ne bo trajala dlje časa, so sprva predvideli, da naj bi Pomožna akcija delovala samo preko zime 1931/32. Ker pa se je gospodarska kriza nadaljevala in se celo poglabljala, so temu prilagodili tudi delovanje Pomožne akcije: čas njenega obstoja so podaljšali, prvotni pravilnik razširili in dopolnili, posebno pozornost pa so polagali na zaposlovanje za delo zmožnih brezposelnih oseb v okviru javnih del, ki jih je financirala Pomožna akcija, medtem ko so ostale podpirali predvsem z naturalijami. Člani širšega odbora Pomožne akcije so si osebno prizadevali za pridobivanje sredstev zanjo. Župan je v časopisih pozival k darovanju. Na vse darovalce, ki so za Pomožno akcijo že prispevali večja sredstva, pa se je župan osebno pisno obračal s prošnjo za nadaljnje darove. Z industrialci pa se je župan za Pomožno akcijo dogovarjal osebno. Darovalci, ki so prispevali vsaj 100 din oz. darovali blago v enaki vrednosti, so bili deležni javne zahvale z objavo v časopisih in tudi osebne pisne zahvale župana. Za Pomožno akcijo je občasno darovala sredstva tudi mariborska mestna občina iz proračunskih prihrankov, darovale pa so tudi posamezne ustanove, kot so bili Elektrarna Fala, Mestna hranilnica in Rotary klub. Pomožna akcija je bila posebej dejavna v hladni polovici leta. Pozimi 1931/32 je Pomožna akcija podpirala 596 družin, največ pa pozimi 1934/35, in sicer 1.266 družin. 
Julija 1930 je bil župan Juvan imenovan v prvo sestavo banskega sveta Dravske banovine, januarja 1931 pa je bil kot mariborski župan imenovan še za načelnika mariborskega okrajnega cestnega odbora. 27. novembra 1931 je bil potem politično razrešen s položaja banskega svetnika, 30. novembra 1931 pa še s položaja mariborskega župana.

### Med županskima mandatoma
Juvan je tudi po svoji politični razrešitvi s položaja mariborskega župana ostal še naprej aktiven v mestni politiki in javnem življenju. Sicer pa se je v času do ponovne spremembe režima junija 1935 spet bolj posvetil odvetniškemu poklicu.

### Drugi županski mandat
27. septembra 1935 je bil Juvan imenovan nazaj na mesto mariborskega župana, oktobra 1935 pa še na mesto načelnika mariborskega okrajnega cestnega odbora.
Zaradi naraščanja prometa skozi mesto je bil mariborski Državni most prometno vedno bolj obremenjen. 13. avgusta 1931 je zato mariborski občinski svet sprejel sklep, da se bo v prihodnosti v Meljskem predmestju zgradil čez Dravo nov most, in sicer na isti lokaciji, kjer je danes dvoetažni Meljski most. Leta 1937 je bil za namen gradnje mostu ustanovljen poseben odbor, ki mu je načeloval župan Juvan. Gradbeni načrt je bil izdelan, denarna sredstva pa zagotovljena, toda izvedbo projekta je potem prehitela aprilska vojna.
Mestna občina Maribor je tudi na lokaciji današnjega Koroškega mostu že v času župana Juvana načrtovala gradnjo novega mostu čez Dravo.
Juvan si je za eno svojih prvih nalog v drugem županskem mandatu naložil povečanje zmogljivosti mariborskega vodovoda. 28. februarja 1936 se je tako občina odločila kupiti zemljišče od lavantinske škofije pri dvorcu Betnava za novi vodnjak mestnega vodovoda.
V drugem Juvanovem županskem mandatu so uredili Kralja Petra trg in Glavni trg, preuredili so Zrinjskega trg, načrtovano ureditev Trga svobode pa je preprečil začetek okupacije. V letih 1935 in 1936 so na Jugoslovanskem trgu zgradili srbsko pravoslavno cerkev sv. Lazarja, ki pa so jo po nastopu okupacije že leta 1941 spet porušili.
Leta 1937 je mestni svet sprejel sklep o zamenjavi starih hišnih in uličnih tablic s črnimi napisi in robovi na belem ozadju z novimi, ki so imele bele robove in napise na cinober rdečem ozadju. V letu 1939 so bile pritrjene že vse nove hišne in ulične tablice.
13. septembra 1938 je mestni svet odobril Pravilnik o skladu za izvajanje regulacije v mariborski mestni občini, na katerega so gledali kot na začetek sistematičnega dela za moderniziranje mariborskih cest.
Maribor pred drugo svetovno vojno še ni imel mestnega stadiona, na katerem bi lahko dostojno izvedli velike športne in druge velike prireditve in ki bi zagotavljal res kakovosten športni trening. V namen njegove gradnje so v Mariboru ustanovili Stavbno zadrugo Stadion. Njen predsednik je bil Josip Leskovar, podpredsednik pa župan dr. Juvan. Stadion so nameravali zgraditi na prostoru med Koroško cesto in podaljšano Gosposvetsko cesto. Pri zagotovitvi potrebnih zemljišč za gradnjo stadiona je zadrugi pomagala tudi mestna občina, toda zaradi izbruha aprilske vojne do realizacije projekta ni prišlo.
Za blažitev stanovanjske stiske je mestna občina v drugem Juvanovem mandatu med drugim leta 1937 kupila novo obsežno zemljišče v Magdalenskem predmestju med Betnavsko in Tržaško cesto, ki ga je namenila za spodbujanje zasebne stanovanjske gradnje z ugodnimi odkupnimi cenami parcel. Leta 1938 pa je mestna občina v Pregljevi ulici zgradila štiri enonadstropne večstanovanjske hiše s skupaj 80 zasilnimi stanovanji, v katere je novembra 1938 preselila stanovalce iz barak in vagonov v Dajnkovi ulici.
31. oktobra 1937 je župan Juvan v bivši Rodoškovi vili v Magdalenskem predmestju odprl II. mestni mladinski dom, saj je bil mestni mladinski dom v Ljudskem vrtu preobremenjen. Pred drugo svetovno vojno je mestna občina tudi financirala pošiljanje otrok iz socialno šibkejših družin v počitniške kolonije, predvsem na Pohorje (Počitniški dom kraljice Marije na Šmartnem na Pohorju), pa tudi na morje.
Zaradi nenehno naraščajočega vpisa je bila na mariborski realni gimnaziji velika prostorska stiska, in mestna občina je leta 1937 od banske uprave zahtevala nujno gradnjo novega gimnazijskega poslopja za realko. Toda namesto tega je potem kraljevo namestništvo na predlog ministra za prosveto 27. septembra 1937 izdalo odlok o ustanovitvi še ene realne gimnazije v Mariboru. Nova gimnazija je bila ustanovljena kot državna nepopolna mešana realna gimnazija v Mariboru, leta 1939 pa so jo preimenovali v II. državno realno gimnazijo. Nova realka je najprej imela svoje prostore v poslopju trgovske akademije na Zrinjskega trgu (danes je tu Srednja ekonomska šola Maribor), leta 1940 pa so zanjo začeli graditi novo gimnazijsko poslopje, v katerem je danes II. gimnazija Maribor.
24. septembra 1937 je mariborska občina slovesno podelila prvo Slomškovo nagrado, in sicer Francu Kovačiču. Slomškove nagrade, ki jih je takratna mariborska občina podeljevala za izjemne dosežke na področju kulture, lahko primerjamo z današnjimi Glazerjevimi nagradami. 18. decembra 1938 je župan Juvan v mestnem gradu slovesno odprl nove prostore meščanskega dela Pokrajinskega muzeja v Mariboru. V prihodnjih letih so nameravali na mestni občini obnoviti še ostale dele gradu.
Oktobra 1939 je mestna občina sklenila zgraditi novo mestno tržnico na Vodnikovem trgu. Arhitekt Jaroslav Černigoj je izdelal načrt za novo tržnico, mestna občina pa je do pomladi 1941 uspela zagotoviti vse potrebne parcele za njeno gradnjo. Začetek okupacije je potem županu Juvanu preprečil dokončanje tega projekta.
Leta 1937 je mestna občina pomagala zagotoviti zemljišče za gradnjo nove cerkve sv. Rešnjega telesa v Magdalenskem predmestju. 22. maja 1938 je župan Juvan z govorom sodeloval na blagoslovitvi temeljnega kamna za novo mariborsko bogoslovje pod Kalvarijo. Leta 1938 se je mestna občina odločila načrtno urediti novo mestno pokopališče na Pobrežju in je to delo zaupala arhitektu Černigoju. 1. januarja 1940 je dokončno zaprla staro mestno pokopališče ob Ljudskem vrtu in ob tem organizirala ekshumacijo zaslužnih mož in pokop njihovih telesnih ostankov v arkadah frančiškanskega pokopališča na Pobrežju.
V drugem Juvanovem županskem mandatu so se odločili znižati stroške obratovanja avtobusov Mestnega avtobusnega prometa. Leta 1936 so zato kupili prva dva avtobusa z dizelskim motorjem. Ker se je strošek njunega nakupa zaradi cenejšega vzdrževanja povrnil že v prvem letu obratovanja, je mestna občina od takrat kupovala le še avtobuse z dizelskim motorjem, in sicer vedno znamke MAN. Stare avtobuse z bencinskim motorjem pa so preuredili na pogon na metan. Ko je postalo po izbruhu druge svetovne vojne septembra 1939 tudi dizelsko gorivo vse težje dobiti, so se odločili tudi avtobuse z dizelskim motorjem predelati na pogon na metan. V drugem Juvanovem županskem mandatu so posodobili tudi mestno plinarno in ji s tem omogočili rentabilno poslovanje.
Ker v vzhodni Sloveniji zaradi prešibkega radijskega signala niso mogli poslušati Radia Ljubljana, so se na Teznem pri Mariboru odločili zgraditi relejno radijsko postajo. Leta 1936 je mariborski mestni svet za njeno gradnjo ustanovil posebni delovni odbor, v katerem je bil tudi župan dr. Juvan. Z gradnjo so začeli julija 1940 in do okupacije je bila relejna radijska postaja že zgrajena. Rok dostave naročene strojne opreme zanjo pa se je zaradi vojne zavlekel.
Eskalacija druge svetovne vojne je zelo odmevala tudi v mariborski občinski politiki. Po septembru 1939 se je stopnjevalo pomanjkanje: primanjkovalo je živil, surovin za mariborsko tekstilno industrijo, drv za kurjavo, bencina itd. Hkrati so zelo naraščale cene življenjskih potrebščin in brezposelnost. Mestna občina je morala nabavljati rezervno hrano za mestno prebivalstvo in graditi javna zaklonišča za zaščito pred letalskimi napadi. Vadili so razne oblike pasivne obrambe pred letalskimi napadi (evakuacija otrok, poskusne zatemnitve mesta, vaje gasilske obrambe, nakup alarmnih siren ipd.). V mestu so si prizadevali pobijati inflacijo in zagotoviti zadostno preskrbo prebivalstva z drvmi za kurjavo. Mestna občina je začela izplačevati podpore družinam delavcev, ki so bili vpoklicani na orožne vaje. Aprila 1940 pa je mestna občina zaposlenim v mestni občini in v mestnih podjetjih začela izplačevati draginjske dodatke. Župan Juvan je sicer pri načrtovanju in izvajanju ukrepov v mariborski mestni občini, ki so bili povezani z eskalacijo druge svetovne vojne, tesno sodeloval tudi z župani drugih treh slovenskih mestnih občin (Ljubljane, Celja in Ptuja). Župani slovenskih mestnih občin so namreč na občasnih skupnih delovnih sestankih v zadnjih letih pred nastopom okupacije usklajevali svoje delo.

## Druga svetovna vojna
Na začetku okupacije aprila 1941 so Nemci župana Juvana aretirali in ga odvedli v meljsko kasarno. V njegovo hišo se je vselil poznejši mariborski nadžupan Fritz Knaus. 24. junija 1941 so Juvana in njegovo družino s šestim železniškim transportom izgnali v Srbijo. Po nekaj mesecih bivanja v Lazarevcu se je preselil v Beograd in tam ostal do konca vojne. V Beogradu je sodeloval v organizirani skupini izgnanih veljakov slovenskega katoliškega političnega tabora, ki je ohranjala stike s političnim vodstvom v okupirani Ljubljani in se zavzemala za potrebe izgnanih Slovencev v Srbiji.

## Po drugi svetovni vojni
Ob koncu vojne se je iz Beograda vrnil v Maribor in spet odprl advokaturo, vendar so mu jo kmalu odvzeli. Nato je bil nekaj časa brezposeln, dokler ni uspel dobiti zaposlitve na matičnem uradu na MLO Maribor. Njegovo premoženje je bilo nacionalizirano in do smrti je bil pod nadzorom Udbe. Umrl je v anonimnosti.

## Sekundarna literatura
- Antoša Leskovec, Zgodovina uprave v Mariboru 1752-1941, Maribor skozi stoletja. Razprave 1, Maribor, Obzorja, 1991.